# Campiglossa contingens
Campiglossa contingens este o specie de muște din genul Campiglossa, familia Tephritidae. A fost descrisă pentru prima dată de Becker în anul 1908. Conform Catalogue of Life specia Campiglossa contingens nu are subspecii cunoscute.